# Casterley Camp

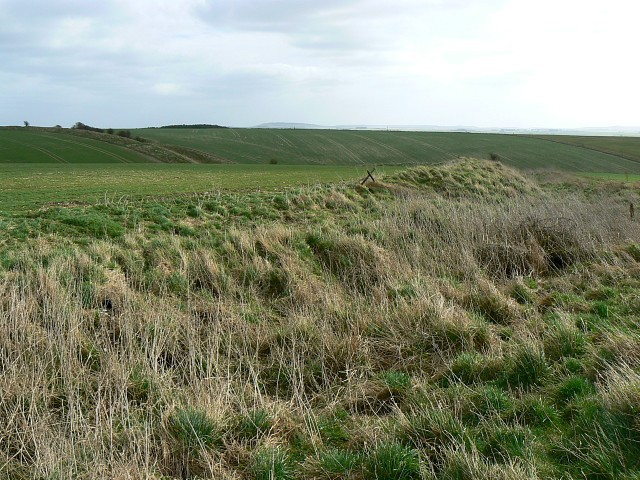
Vue partielle du site.

Casterley Camp est une colline fortifiée de l'Âge du fer située dans le comté de Wiltshire, dans le Sud-Ouest de l'Angleterre.